# Pierre de Joybert de Soulanges et de Marson
Pour les articles homonymes, voir Joybert, Soulanges et Marson (homonymie).
Pierre de Joybert de Soulanges et de Marson (1641-1678) fut gouverneur de l'Acadie de 1677 à 1678.

## Biographie
Pierre de Joybert de Soulanges et de Marson était un officier du Régiment de Carignan-Salières qui exerça en Nouvelle-France. 
Il arriva au Québec en 1665. 
Il travailla au service du gouverneur de l'Acadie, Hector d'Andigné de Grandfontaine.
En 1670, il participa à l'expédition militaire d'Alexandre de Prouville de Tracy contre les Amérindiens Iroquois.
De retour en Acadie, il parcourt le pays et sécurise l'Acadie. Il participe au retour de Port Royal et Fort La Tour à l'Acadie après le traité de Breda de 1667.
En 1672, il épouse Marie-Françoise, fille de Louis-Théandre Chartier de Lotbinière, procureur de la Nouvelle-France. Ils ont deux enfants : Louise-Élisabeth, née en 1673 et future épouse de Philippe de Rigaud de Vaudreuil et mère de Pierre de Rigaud de Vaudreuil, tous deux gouverneurs de la Nouvelle-France, et de Pierre-Jacques, né en 1677, futur seigneur de Soulanges.
En 1677 il est nommé gouverneur de l'Acadie. Il meurt l'année suivante à l'âge de 37 ans.